# Estadio Ramón Sánchez Pizjuán
Das Estadio Ramón Sánchez Pizjuán ist ein Fußballstadion im Barrio Nervión der südspanischen Stadt Sevilla in der Autonomen Gemeinschaft Andalusien. Es bietet 43.833 Sitzplätze für die Zuschauer und ist seit 1958 die sportliche Heimat des Fußballvereins FC Sevilla.

## Geschichte

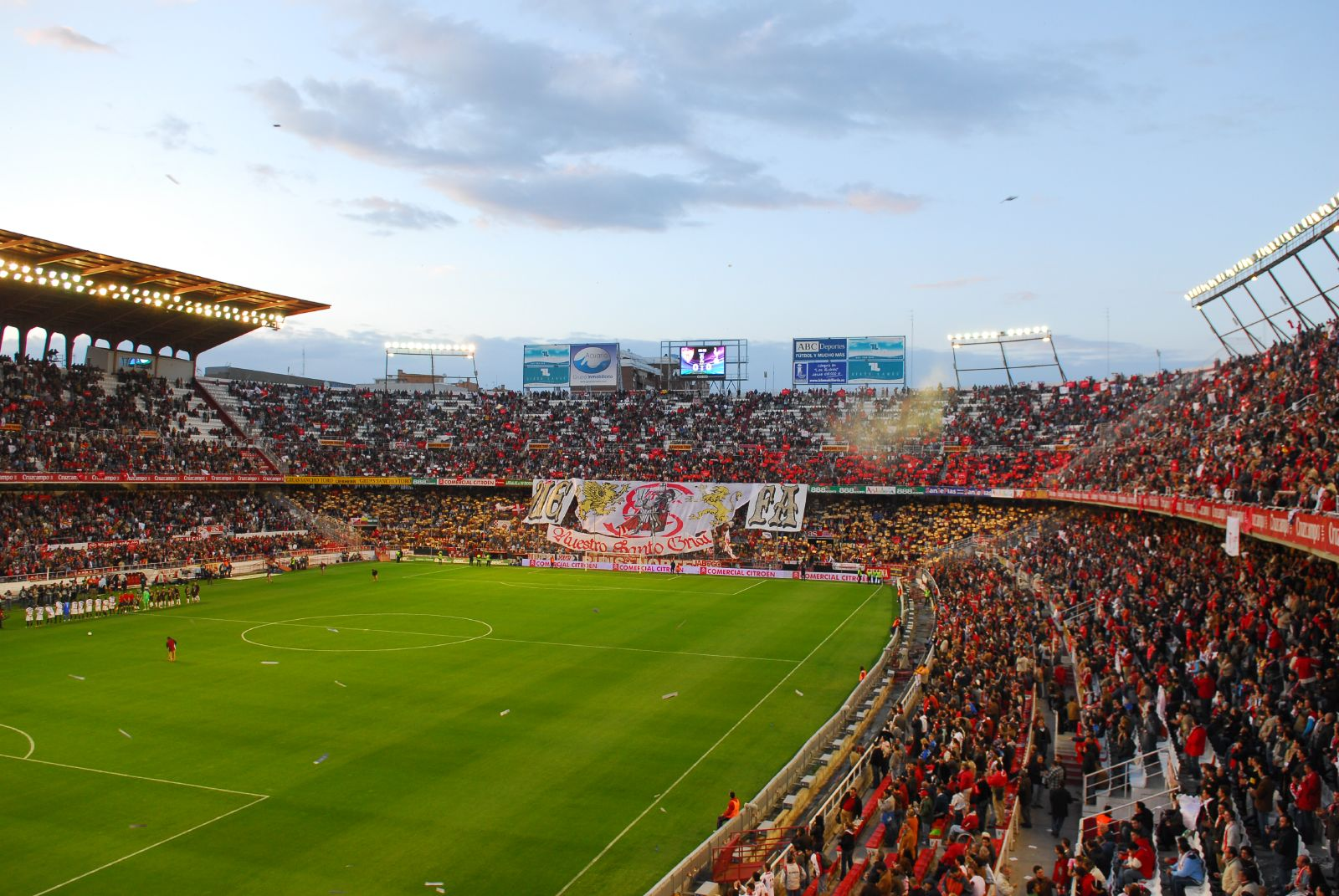
Blick in das Stadion (2007)

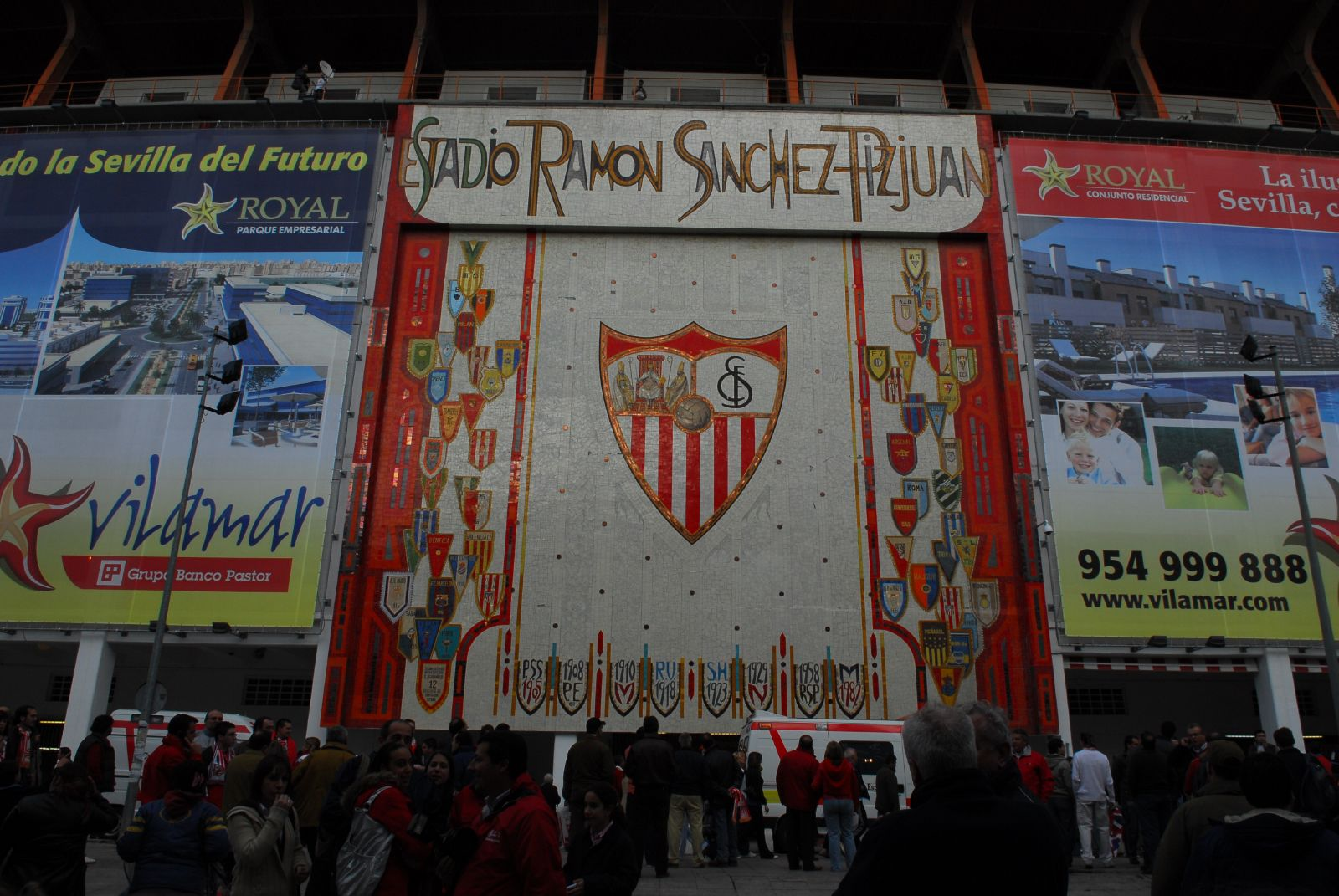
Das Vereinsmosaik über dem Haupteingang zum Stadion (2007)

Im Dezember 1956 begannen die Bauarbeiten. Am 7. September 1958 erfolgte die Eröffnung mit einem Freundschaftsspiel zwischen dem Besitzer und Hausherr FC Sevilla und Real Jaén (Endergebnis: 3:0). Seither ist es die Heimspielstätte des FC Sevilla.
Das Stadion ist nach Ramón Sánchez-Pizjuán benannt, der von 1932 bis 1941 und von 1948 bis 1956 Präsident des FC Sevilla war. Es wird auch als La Bombonera de Nervión bezeichnet. Dieser Spitzname bezieht sich einerseits auf ein Stadion in Buenos Aires, das Estadio Alberto J. Armando, genannt La Bombonera, andererseits auf den Namen des Stadions, das es ersetzte. 1958 wurde das Estadio Nervion als Heimstadion des FC Sevilla abgerissen, um ein neues größeres Stadion zu errichten.
Ab 2015 liefen eine Reihe Umbaumaßnahmen im Stadion. Innen wie außen wurde die Spielstätte modernisiert. Zu den Aufgaben gehörten u. a. die Ausbesserung und Hydrophobierung der Tribünen, die die Ränge nachhaltig wasserabweisend machen. Die alte rot-weiße Bestuhlung wurde durch neue, größtenteils rote, Kunststoffsitze ersetzt. Die Video-Anzeigetafeln, die Spielerbänke und die Flutlichtanlage wurden ersetzt sowie die Umkleidekabinen und die rollstuhlgerechten Plätze saniert. Ende August 2015 war die erste Phase des Umbaus abgeschlossen. 2016 wurde mit der Umgestaltung des Eingangsbereichs und der Fassade begonnen. Das Äußere wurde mit einem weißen Gitternetzgeflecht eingehüllt. An den Außenseiten der Hintertortribünen im Norden und Süden wurden die Erfolge und Trophäen des Vereins angebracht. Die Außenhaut der Haupttribüne zieren, neben dem bestehenden Vereinsmosaik, Spieler-Legenden des Clubs. Die Ostseite ist in Andenken an Antonio Puerta reserviert. Der Spieler des FC Sevilla brach am 25. August 2007 im Spiel gegen den FC Getafe in 31. Minute zusammen. Nach einem Kreislaufstillstand kam er in ein Krankenhaus auf die Intensivstation, wo er drei Tage später im Alter von 22 Jahren verstarb. Puerta litt an einer erblichen und unheilbaren Herzkrankheit, die als Arrhythmogene Rechtsventrikuläre Kardiomyopathie bekannt ist. Als Highlight kann die Fassade mithilfe von LEDs in verschiedenen Farben beleuchtet werden.
Ende Oktober 2016 wurde erstmals die bisher installierte Beleuchtung getestet. Bis zum Ende des Jahres wurde die Fassade fertiggestellt.

### Fußball-Weltmeisterschaft 1982

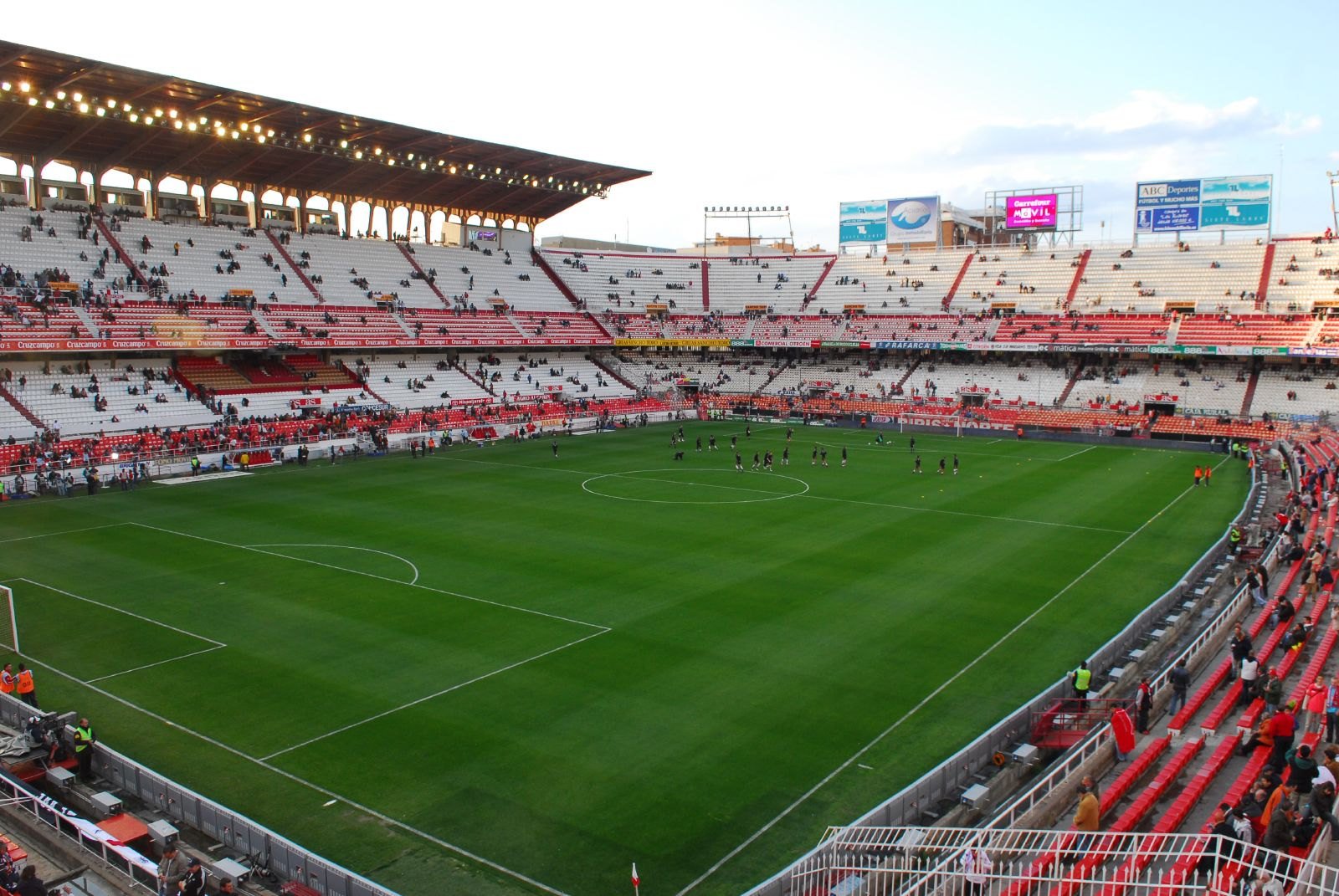
Das Estadio Ramón Sánchez Pizjuán mit der überdachten Haupttribüne (links) und der Hintertortribüne im Norden (2007)

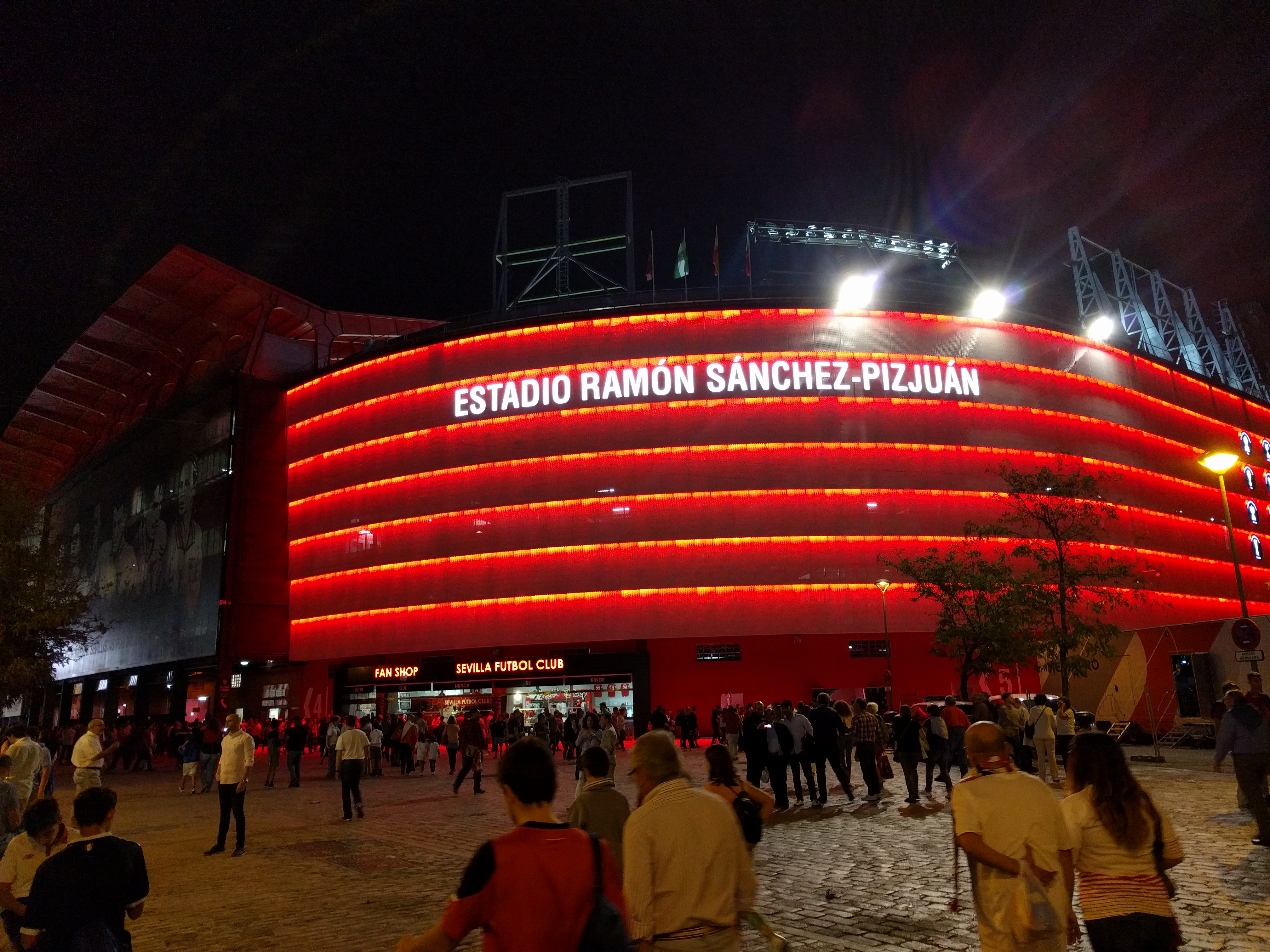
Beleuchtete Fassade des Stadions im Oktober 2017

Das Estadio Ramón Sánchez Pizjuán war 1982 eines von insgesamt 17 Stadien, in denen die Spiele der zwölften Fußball-Weltmeisterschaft stattfanden. Damals fanden in diesem Stadion noch 68.110 Zuschauer Platz. Während der Weltmeisterschaft wurden in diesem Stadion zwar nur zwei Spiele ausgetragen, eines davon ging jedoch in die Geschichtsbücher der Fußball-Weltmeisterschaft ein. Im Halbfinale trafen sich Deutschland, zweimaliger Weltmeister, und Frankreich, damals eines der besten Teams der Welt. Nachdem es in der regulären Spielzeit 1:1 gestanden hatte, musste die Verlängerung über den Finalteilnehmer bestimmen. Zunächst ging Frankreich mit 3:1 in Führung, doch die Deutschen vermochten es, das Spiel noch umzubiegen und das 3:3 und damit das Elfmeterschießen zu erreichen. Dieses gewann Deutschland dann mit 5:4 und zog ins Endspiel von Madrid ein, wo man im Estadio Santiago Bernabéu jedoch 1:3 gegen Italien verlor. Ein weiterer Aspekt dieser Nacht von Sevilla (auch Thriller von Sevilla genannt), war das böse Foul des deutschen Torhüters Toni Schumacher am Franzosen Patrick Battiston in der 57. Minute, welches dazu führte, dass in Frankreich wieder das Bild des bösen Deutschen hervorgeholt wurde. Es waren Begriffe wie „Panzer“, „Gestapo“, „Schumacher SS“ und „Nazis“ in Bezug auf das Team von Jupp Derwall in der französischen Öffentlichkeit verbreitet.
Außerdem fand noch ein Gruppenspiel im Estadio Ramón Sánchez Pizjuán statt. Brasilien besiegte dabei die Sowjetunion mit 2:1.

### Endspiel um den Europapokal der Landesmeister 1985/86
Vier Jahre nach der Fußball-Weltmeisterschaft in Spanien war das Estadio Ramón Sánchez Pizjuán erneut Austragungsort eines großen Spiels. Am 7. Mai 1986 fand hier das Endspiel um den Europapokal der Landesmeister 1985/86 statt, in dem sich der rumänische Meister Steaua Bukarest und sein spanisches Pendant FC Barcelona gegenüberstanden. Nachdem es nach neunzig Minuten und nach der Verlängerung torlos 0:0 stand, war ein Elfmeterschießen nötig. Steauas Torhüter Helmut Duckadam hielt alle vier von Barça auf sein Tor abgegebenen Elfmeter und Steaua gewann mit einem 2:0 seinen ersten und bisher einzigen internationalen Titel. Bei dieser Partie Spiel war das Stadion leicht überfüllt. Statt der zugelassenen 68.000 Zuschauer verfolgten 70.000 das Europapokalfinale.

### Endspiel der UEFA Europa League 2021/22
Die Heimat des FC Sevilla wurde am 24. September 2019 von der UEFA ursprünglich als Endspielort der UEFA Europa League 2020/21 vorgesehen. Aufgrund der COVID-19-Pandemie wurde die Austragung ins polnische Danzig verlegt. Sevilla war nun am 18. Mai 2022 Gastgeber des Endspiels der UEFA Europa League 2021/22, in dem Eintracht Frankfurt im Elfmeterschießen die Glasgow Rangers mit 5:4 besiegte. Bereits vor, aber insbesondere nach dem Endspiel gab es viel Kritik an der Wahl des Stadions als Austragungsort und der Logistik und Organisation am Spieltag. Im Zuge der Diskussion über die nur geringe Anzahl an Sitzplätzen wurde das Stadion von Peter Fischer, Präsident von Eintracht Frankfurt, in einem kontroversen Interview als „Mickey-Maus-Stadion“ bezeichnet.

### Länderspiele von Spanien im Estadio Ramón Sánchez Pizjuán
Bisher trug die spanische Fußballnationalmannschaft der Männer 25 Partien im Estadio Ramón Sánchez Pizjuán aus und blieb dabei ungeschlagen. Neben 20 Siegen gab es fünf Unentschieden.
| Nr. | Datum         | Ergebnis  | Gegner           | Anlass                    | Zuschauer | Quelle |
| --- | ------------- | --------- | ---------------- | ------------------------- | --------- | ------ |
| 1   | 11. Juni 1961 | 2:0 (0:0) | Argentinien      | Freundschaftsspiel        | 60.000    | Report |
| 2   | 11. Mär.1964  | 5:1 (4:1) | Irland           | Qualifikation zur EM 1964 | 27.137    | Report |
| 3   | 27. Okt. 1968 | 3:1 (2:1) | Irland           | Qualifikation zur WM 1966 | 29.452    | Report |
| 4   | 28. Feb. 1968 | 3:1 (2:1) | Schweden         | Freundschaftsspiel        | 18.000    | Report |
| 5   | 23. Apr. 1969 | 0:0       | Mexiko           | Freundschaftsspiel        | 40.000    | Report |
| 6   | 11. Feb.1970  | 2:0 (2:0) | BR Deutschland   | Freundschaftsspiel        | 30.000    | Report |
| 7   | 11. Nov.1970  | 3:0 (1:0) | Nordirland       | Qualifikation zur EM 1972 | 26.215    | Report |
| 8   | 27. Okt.1971  | 0:0       | Sowjetunion      | Qualifikation zur EM 1972 | 40.169    | Report |
| 9   | 10. Okt.1976  | 1:0 (0:0) | Jugoslawien      | Qualifikation zur WM 1978 | 19.217    | Report |
| 10  | 16. Feb.1983  | 1:0 (1:0) | Niederlande      | Qualifikation zur EM 1984 | 45.000    | Report |
| 11  | 27. Feb.1985  | 1:0 (0:0) | Schottland       | Qualifikation zur WM 1986 | 70.410    | Report |
| 12  | 14. Okt.1987  | 2:0 (0:0) | Österreich       | Qualifikation zur EM 1988 | 62.000    | Report |
| 13  | 12. Okt.1988  | 1:1 (1:1) | Argentinien      | Freundschaftsspiel        | 60.250    | Report |
| 14  | 21. Dez.1988  | 4:0 (1:0) | Nordirland       | Qualifikation zur WM 1990 | 70.000    | Report |
| 15  | 15. Nov.1989  | 4:0 (3:0) | Ungarn           | Qualifikation zur WM 1990 | 20.000    | Report |
| 16  | 19. Dez.1990  | 9:0 (4:0) | Albanien         | Qualifikation zur EM 1992 | 12.625    | Report |
| 17  | 13. Nov.1991  | 2:1 (1:0) | Tschechoslowakei | Freundschaftsspiel        | 24.500    | Report |
| 18  | 18. Nov. 1992 | 0:0       | Irland           | Qualifikation zur WM 1994 | 52.000    | Report |
| 19  | 16. Dez.1992  | 5:0 (0:0) | Lettland         | Qualifikation zur WM 1994 | 19.000    | Report |
| 20  | 17. Nov. 1993 | 1:0 (0:0) | Dänemark         | Qualifikation zur WM 1994 | 38.000    | Report |
| 21  | 16. Nov. 1994 | 3:0 (2:0) | Dänemark         | Qualifikation zur EM 1996 | 26.428    | Report |
| 22  | 29. Mär. 1995 | 1:1 (1:1) | Belgien          | Qualifikation zur EM 1996 | 27.000    | Report |
| 23  | 11. Feb.2009  | 2:0 (1:0) | England          | Freundschaftsspiel        | 42.102    | Report |
| 24  | 30. Mai 2014  | 2:0 (0:0) | Bolivien         | Freundschaftsspiel        | 35.000    | Report |
| 25  | 27. Mär. 2015 | 1:0 (1:0) | Ukraine          | Qualifikation zur EM 2016 | 25.000    | Report |